# Джулиет Мийд
Джулиет Мийд (на английски: Juliette Mead) е британска писателка на произведения в жанра драма и любовен роман.

## Биография и творчество
Джулиет Мийд е родена през 1960 г. във Великобритания. Завършва Оксфордския университет. След дипломирането си има продължителна кариера в областта на финансите в инвестиционни банки в Лондон, Ню Йорк и Далас. След това работи в сферата на човешките ресурси, което вдъхновява да започне да пише.
Първият ѝ роман „Хищницата“ е издаден през 1994 г.
Джулиет Мийд живее със семейството си в Уилтшър.

## Произведения

### Самостоятелни романи
- The Headhunter (1994)
Хищницата, изд.: ИК „Бард“, София (1998), прев. Красимира Икономова
- Intimate Strangers (1995)
Близки непознати, изд.: ИК „Бард“, София (1999), прев. Красимира Икономова
- Sentimental Journey (1997)
Дългото завръщане, изд.: ИК „Бард“, София (2002), прев. Красимира Икономова
- Jack Shall Have Jill (1998)
- Charlotte Street (1999)
- Healing Flynn (2003)